# Rico Trute
Rico Trute (* 1970) ist ein ehemaliger deutscher American-Football-Spieler.

## Laufbahn
Der 1,86 Meter große Trute spielte von 1989 bis 2005 für die Braunschweig Lions und stellte mit 241 bestrittenen Partien einen Vereinsrekord auf. Im August 2017 wurde diese Bestmarke von Christian Petersen überboten. Mit den Niedersachsen wurde der zunächst als Quarterback, dann als Verteidiger (Defensive Back) eingesetzte Trute 1997, 1998, 1999 sowie 2005 deutscher Meister, 1999 und 2003 siegte er mit Braunschweig im Eurobowl. Des Weiteren schloss er mit der Mannschaft die Spieljahre 2000, 2001, 2002, 2003 und 2004 als deutscher Vizemeister ab. 2001 wurde er mit der deutschen Nationalmannschaft Europameister. Beruflich ist Trute, der bis zu seinem Abschied vom Leistungssport das Fanartikelgeschäft der Braunschweig Lions leitete, in Gifhorn für eine Medienagentur tätig.